# Umdung Kangri
Der Umdung Kangri ist ein 6643 m hoher Berg im Westhimalaya an der Grenze des indischen Bundesstaates Himachal Pradesh zum Unionsterritorium Ladakh.
Der Berg liegt 10,33 km westnordwestlich des Gya. Der Oberlauf des Parechu verläuft entlang seiner Nordwestflanke.
Der Umdung Kangri wurde am 6. August 1999 von einer japanischen Expedition geführt von Tatsumi Mizano über den Westgrat erstbestiegen.